# وقت تفكك الدموع
وقت تفكك الدموع (TBUT) والمعروف أيضًا باسم وقت تفكك الغشاء الدمعي (TFBUT) هو الوقت المستغرق لظهور أول بقعة جافة على القرنية بعد الرمش الكامل.
قياس TFBUT هو طريقة سهلة وسريعة تستخدم لتقييم استقرار الغشاء المسيل للدموع . ويعتبر إجراءاً تشخيصياً قياسياً في عيادات جفاف العين . 
يعتمد حجم الدموع في العين على عاملين: الصرف عبر الممرات الدمعية والتبخر. يمكن أن تتسبب عوامل مثل انخفاض إنتاج الدموع، وزيادة معدل التبخر، وعدم استقرار طبقة الدموع، وفرط الأسمولية الدمعية، والالتهابات، وتلف سطح العين وما إلى ذلك في جفاف العين. 
الطريقة التقليدية والأكثر شيوعًا لقياس TBUT هي استخدام مصباح الشق وفلوريسين الصوديوم ، وهي أدوات غير جراحية تستطيع قياس زمن تفكك الدموع التلقائي غير الجراحي (NIBUT).  في الإجراء غير الجراحي، يتم إسقاط نمط شبكة أو حلقة متحدة المركز على القرنية ويُطلب من المريض أن يرمش. ستظهر الحلقات مشوهة عندما تصبح القرنية جافة. وكذلك يتوفر جهاز Tearscope تجاريًا لقياس NIBUT. 

## الأهمية السريرية
يعد وقت تفكك الغشاء الدمعي غير طبيعي في العديد من الحالات مثل نقص الدموع المائية،  والتهاب القرنية والملتحمة الجاف ، ونقص المخاط، واضطرابات غدة ميبومبوس .  يمكن أيضًا رؤية الجفاف التبخيري في حالات مثل العين الأرنبية،، وجحوظ العين، ومرض باركنسون ، ومتلازمة الرؤية الحاسوبية ، واستخدام العدسات اللاصقة ، والأدوية ( مضادات الهيستامين ، ومضادات بيتا ، ومضادات التشنج ، ومدرات البول ) ونقص فيتامين أ ، وغيرها.

## الإجراء

### الإجراء باستخدام صبغة الفلوريسين
- يتم حقن الفلوريسين 2% [2] في الجزء السفلي من عين المريض. وبدلاً من ذلك، يمكن أيضًا استخدام شريط الفلوريسين المشبع المبللة بمحلول ملحي خالٍ من المواد الحافظة (كلوريد البنزالكونيوم). [5]
- يتم فحص العين تحت مصباح الشق ذو التكبير المنخفض وشعاع واسع يغطي القرنية بأكملها. تم تحويل المصباح إلى فلتر أزرق الكوبالت.
- يُطلب من المريض أن يرمش بعينيه مرة واحدة وأن يبقيهما مفتوحتين.
- بسبب الفلوريسين، سوف يظهر فيلم الدموع باللون الأخضر. [4]
- ستظهر بقعة سوداء تشير إلى المنطقة الجافة بعد ثوانٍ قليلة من كل وميض.
- TBUT هو الفاصل الزمني بين الوميض الأخير وظهور أول بقعة جافة موزعة عشوائيًا.

إذا رمش المريض قبل مرور 10 ثوانٍ، فيجب إعادة بدء الاختبار. إن أخذ قياسين أو أكثر وحساب متوسطها قد يعطي دقة أكبر في قياس TBUT.

### الإجراء غير جراحي
في إجراء قياس وقت تفكك الدموع غير الجراحي، يتم إسقاط نمط شبكة أو حلقة متحدة المركز على القرنية ويُطلب من المريض أن يرمش. ستظهر الحلقات مشوهة عندما تصبح القرنية جافة. يعطي الفاصل الزمني بين الوميض الأخير وتشويه نمط الحلقة قياس NIBUT. 

## القيم الطبيعية
بشكل عام، تعتبر قيمة TBUT التي تتراوح بين 10 إلى 35 ثانية طبيعية.  عادة ما تكون القيمة الأقل من 10 ثوانٍ مشبوهة وقد تشير إلى عدم استقرار الفيلم الدمعي. حتى لو كانت قيمة TBUT ضمن الحد الطبيعي، إذا كان مؤشر حماية العين أقل من 1.0، فقد يحدث جفاف وانزعاج. 

## مؤشر حماية العين
يتم استخدام مؤشر حماية العين (OPI) لقياس التفاعل بين وقت تفكك الفيلم الدمعي وفترات الرمش لدى الشخص.  تعتمد هذه الفكرة على أنه حتى عندما تكون قيمة TBUT طبيعية، فإن فاصل الرمش البطيء للغاية قد يتسبب في كسر طبقة الدموع بسبب زيادة التبخر.
يمكن حساب مؤشر حماية العين عن طريق قسمة وقت تفكك الدموع على الفاصل الزمني بين الرمشات (IBI). إذا كانت فترة الفاصل الزمني بين الرمشتين وTBUT متساويتين فإن القسمة بينهما تعطي قيمة 1.0. إذا كانت TBUT أكبر من IBI، فإن القيمة ستكون أكبر من 1.0، وبالتالي لن يحدث جفاف. يكون المريض معرضًا لخطر الإصابة بجفاف العين إذا كان 
قد تحدث جفاف العين في ظروف بيئية معينة أو أثناء أداء مهام بصرية معينة مثل استخدام الكمبيوتر ومشاهدة الأفلام وما إلى ذلك.   قد يكون حساب مؤشر حماية العين مفيدًا في هذه الظروف أيضًا. على سبيل المثال، إذا كانت قيمة TBUT لدى شخص ما 15 ثانية، وهو ما يُعتقد أنه طبيعي، وكانت فترة رمشه 20 ثانية، فإن قيمة TBUT هنا أقل من الفاصل الزمني بين الرمشات (IBI)، وبالتالي سيكون مؤشر حماية العين أقل من 1.0 وهو أمر غير طبيعي. نظرًا لأن استخدام الكمبيوتر يؤثر على معدل الرمش، فإن اختبار OPI له أهمية سريرية في الكشف عن الجفاف المرتبط بمتلازمة الحاسب الآلي.

## موانع الاستعمال
- يمكن أن يؤدي كلوريد البنزالكونيوم ، وهو مادة حافظة تستخدم في المحلول الملحي، إلى زيادة سرعة تفكك الدموع، لذا من المهم اختيار المحاليل الملحية الخالية من المواد الحافظة لترطيب شريط الفلوريسين. [5]
- يمكن أن تؤدي التشوهات الموضعية لسطح القرنية إلى ظهور بقع جافة في هذا المكان وقد تؤدي إلى وقت تفكك منخفض بشكل زائف. [4] لتجنب هذا الخطأ، يجب إجراء قياسات متكررة. قد يشير ظهور بقع جافة في نفس المكان في إجراءات متكررة إلى وجود خلل في السطح في تلك المنطقة. [2]
- إن لمس القرنية بشريط الفلوريسين قد يسبب تمزقًا مفرطًا وسيؤثر على TBUT.